# Astrodendrum
Genre
Astrodendrum est un genre d'ophiures (échinodermes) de la famille des Gorgonocephalidae.

## Liste des espèces
Selon World Register of Marine Species (12 janvier 2016) :
- Astrodendrum capensis (Mortensen, 1933) -- Afrique du Sud
- Astrodendrum elingamita Baker, 1974 -- Nouvelle Zélande
- Astrodendrum galapagensis A.H. Clark, 1916 -- Galápagos
- Astrodendrum laevigatum (Koehler, 1897) -- Océan Indien
- Astrodendrum sagaminum (Döderlein, 1902) -- Mer du Japon

Astrodendrum capensis
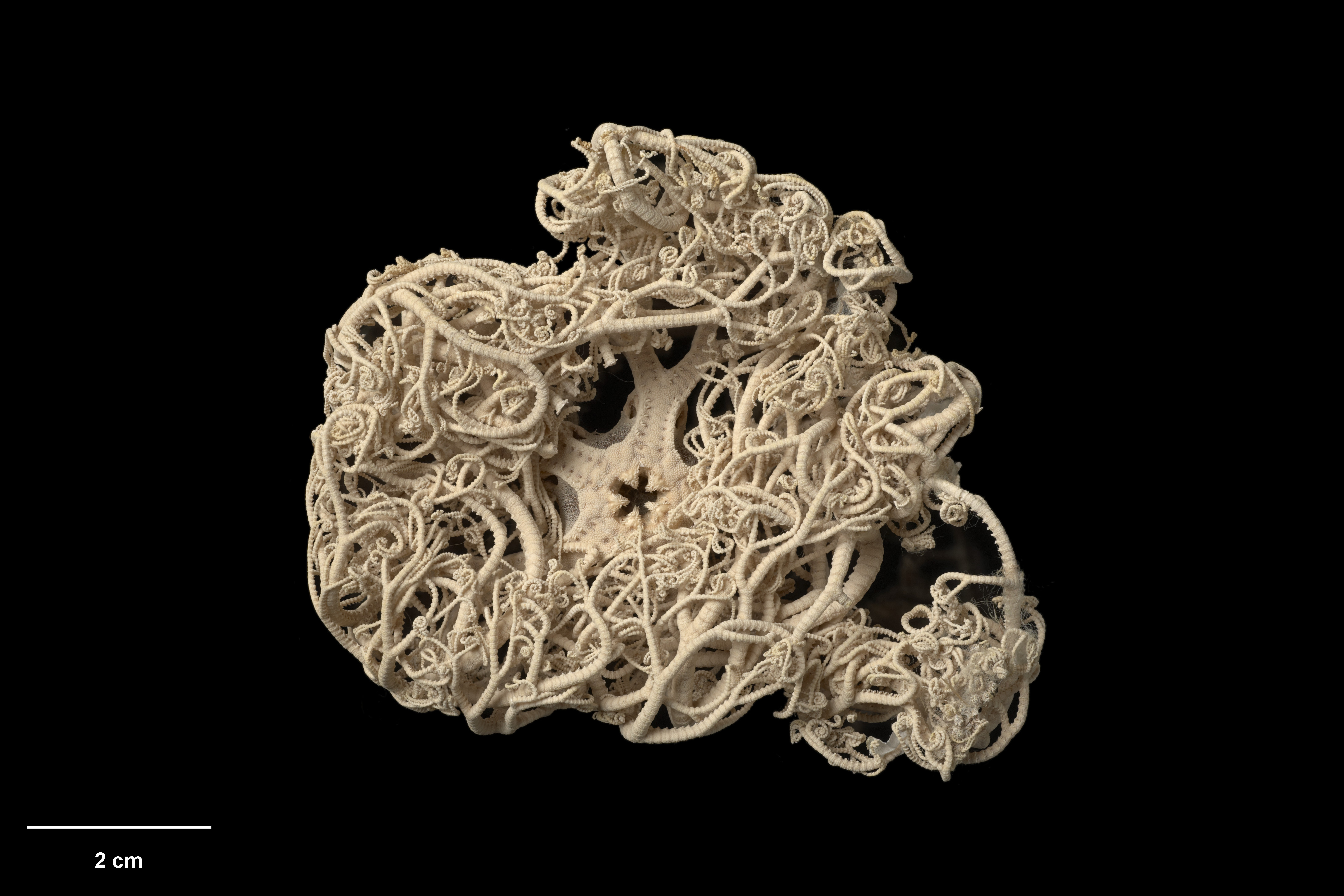
Face orale d'une Astrodendrum elingamita naturalisée.
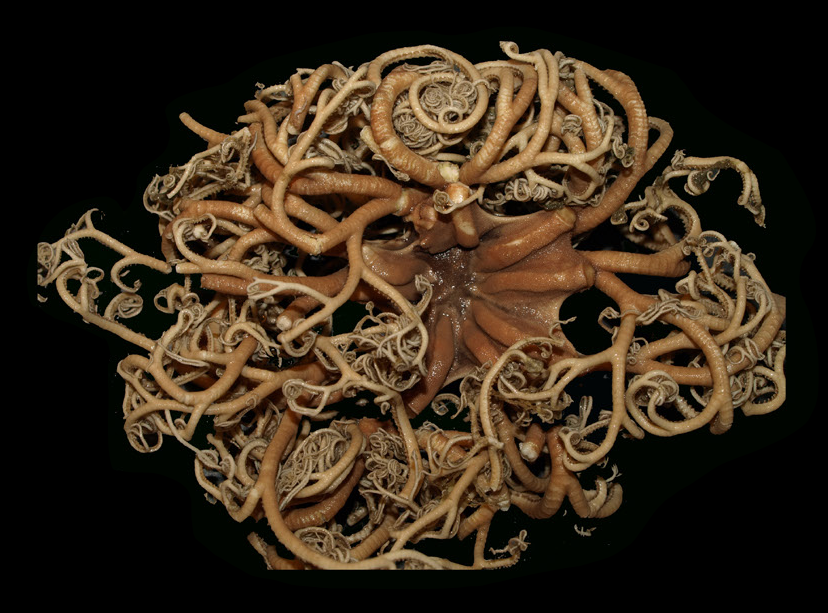
Astrodendrum juancarlosi